# 수희화석공주
수희화석공주(중국어: 壽禧和碩公主, 1842년 2월 5일 - 1866년 9월 10일)는 도광제의 8녀이다.

## 생애
도광 21년 12월 16일, 동귀비 서목로씨의 소생으로 태어났다. 함풍 5년 (1855년) 11월, 8공주는 부도통 희라부의 아들 서림에게 하가하기로 하면서 수희화석공주(壽禧和碩公主)로 봉해졌다. 함풍 10년, 서림은 차라풍가로 개명했다.
동치 2년 (1863년) 10월에 정식으로 하가해, 그 해 11월 7일, 수희화석공주가 귀향하여 공주와 부마 차라풍가가 예복을 입고 예의를 갖추자, 동비는 수안궁에서 부마와 함께 식사를 했다.
그해 말, 관방세 창고에서 매년 혁량세 은 1000냥을 받아 수희화석공주, 수장화석공주에게 각각 500냥씩 상금을 주라는 유지가 있었지만, 수희화석공주부는 이듬해 바로 수입불용금을 고지하여 내무부에게 다시 봉지하였다. 수희화석공주, 수장화석공주에게 매년 은 800냥씩 상금을 더하여 관방세 창고세 아래 상금을 주었다. 8공주는 함풍 연간에 이미 수희화석공주로 불렸으나, 동치 2년 11월 25일에야 공주 책봉례를 거행했다. 당시 청나라에서는 재정난으로 금 재고가 부족해, 수희공주의 금책은 은에다가 도금한 것이었다.
동치 5년 (1866년) 8월 2일, 26세의 나이로 세상을 떠났고, 8월 3일, 부군왕이 시위 10명을 이끌고, 당일 공주부에 왔고, 이 일을 기해, 종군왕이 시위 10명을 이끌고 사전에 왔다.

## 참고사료
- 《청사고(清史稿) · 권166 · 표6 · 공주표》